# Wald (Familienname)
Wald ist ein deutscher Familienname.

## Herkunft und Bedeutung
Der Name Wald kann ein Wohnstätten- oder Herkunftsname sein oder auf einen Rufnamen zurückgehen. Als Wohnstättenname bezeichnete er jemanden, der in oder an einem Waldstück oder größerem Waldgebiet wohnte. Als Herkunftsname erfolgte die Benennung nach dem Siedlungsnamen Wald (häufig in ganz Deutschland, vor allem in Bayern, darüber hinaus in Österreich und in der Schweiz). Erfolgte die Benennung nach dem Rufnamen, so handelt es sich um ein Patronym zu einer deutschen Rufnamenkurzform mit dem althochdeutschen Namenglied waltan bzw. dem altsächsischen Namenglied waldan (deutsch: herrschen) zu Vollformen wie Walther oder Waldemar.

## Namensträger
- Abraham Wald (1902–1950), deutsch-rumänischer Mathematiker
- Alina Brodzka-Wald (1929–2011), polnische Literaturhistorikerin und Hochschullehrerin
- Andreas Wald (Maler) (* 1962), deutscher Maler
- Andreas Moschinski-Wald (* 1963), deutscher Politiker
- Anja Wald (* 1971), deutsche Juristin, Richterin am Bundesfinanzhof
- Berthold Wald (* 1952), deutscher Philosoph
- Charles F. Wald (* 1948), US-amerikanischer General (US Air Force)
- Christina Wald (* 1976), deutsche Anglistin und Literaturwissenschaftlerin; Professorin für Englische und Allgemeine Literaturwissenschaft an der Universität Konstanz
- Daniel Wald (* 1982), deutscher Politiker (AfD)
- Eduard Wald (1905–1978), deutscher Politiker (KPD), Gewerkschafter und Widerstandskämpfer
- Elijah Wald (* 1959), US-amerikanischer Gitarrist und Musikwissenschaftler
- Florence Wald (1917–2008), US-amerikanische Pflegewissenschaftlerin
- František Wald (Franz Wald; 1861–1930), tschechischer Chemiker
- George Wald (1906–1997), US-amerikanischer Biologe und Biochemiker sowie Nobelpreisträger
- Hanna Fahlbusch-Wald (1948–2006), österreichische Sängerin (Mezzosopran)
- Herman Wald (1906–1970), ungarisch-südafrikanischer Bildhauer
- Hubertus Wald (1913–2005), deutscher Kaufmann, Mäzen und Stiftungsgründer
- Jakob Wald (Bildhauer)  (1860–1903), österreichischer Bildhauer
- Jakob Wald (HBSÖ) (1887–1952), Gründer der Hilfsgemeinschaft der Blinden und Sehschwachen Österreichs
- Jerry Wald (Filmproduzent) (1911–1962), amerikanischer Filmproduzent und Drehbuchautor
- Jerry Wald (Bandleader) (1918/1919–1973), amerikanischer Bandleader
- Johannes Wald (* 1980), deutscher Bildhauer
- Jörg Scheck von Wald, Ritter, Lehnsherr, Königlicher Rat
- Karl Wald (1916–2011), deutscher Fußballschiedsrichter
- Lillian Wald (1867–1940), US-amerikanische Krankenschwester und Sozialaktivistin
- Lucia Wald (1923–2018), rumänische Linguistin, Altphilologin und Romanistin
- Malvin Wald (1917–2008), US-amerikanischer Drehbuchautor
- Max Wald (1869–1945), deutscher Heimatforscher und Museologe
- Melanie Wald-Fuhrmann (* 1979), deutsche Musikwissenschaftlerin und Hochschullehrerin
- Orli Reichert-Wald (1914–1962), deutsche Widerstandskämpferin gegen den Nationalsozialismus
- Oswald zum Wald (1896–1970), Schweizer Industrieller
- Peter Wald (1883–1954), deutscher Architekt
- Renate Wald (1922–2004), deutsche Soziologin
- Robert Wald (* 1947), US-amerikanischer Physiker
- Samuel Gottlieb Wald (1762–1828), deutscher Theologe
- Siegfried Wald, deutscher Schauspieler und Hörspielsprecher
- Silvia Wald (* 1979/1980), deutsche Designerin
- Stephan Wald (* 1951), deutscher Kabarettist, Schauspieler und Stimmenimitator
- Tobias Wald (* 1973), deutscher Politiker (CDU)